# Váncsod
Váncsod is een plaats (község) en gemeente in het Hongaarse comitaat Hajdú-Bihar. Váncsod telt 1350 inwoners (2001).